# Slipsenål
En slipsenål eller slipseklemme (på engelsk tie clip) er et beklædningstilbehør til at fæstne et slips til skjortens forstykke for at undgå at det flagrer og for at sikre at slipset hænger lige og pænt.
Slipsenåle er normalt fremstillet af metal og har ofte udsmykning. Nogle slipsenåle har et lille mærke, der viser medlemskab af en klub eller som erindringsmotiv, og kan som også slipset kan være tegn på et tilhørsforhold. Brugen af slipsenåle blev populær i 1920'erne, hvor det var på mode med slips af silke, og erstattede den traditionelle kravattnål.
I USA er slipsenålen et af de få smykker som er tilladt at bære i hæren.